# Slow West
Slow West is een Brits-Nieuw-Zeelandse film uit 2015, geschreven en geregisseerd door John Maclean. De film ging in première op 24 januari op het Sundance Film Festival in de World Cinema Dramatic Competition waar hij de World Cinema Grand Jury Prize: Dramatic won.

## Verhaal
Jay (Kodi Smit-McPhee) is een 17-jarige Schotse aristocraat die in het negentiende-eeuwse westen van Amerika op zoek gaat naar zijn geliefde. Daar wordt hij geconfronteerd met de harde realiteit van het leven. Hij krijgt het gezelschap van de ruige mysterieuze reiziger Silas (Michael Fassbender). Ze ontdekken dat Jay’s geliefde een prijs op haar hoofd heeft staan en tijdens hun reis door de uitgestrekte en ongerepte wildernis moeten ze proberen een bloeddorstige posse en een premiejager een stap voor te blijven.

## Rolverdeling
| Acteur             | Personage     |
| ------------------ | ------------- |
| Kodi Smit-McPhee   | Jay Cavendish |
| Michael Fassbender | Silas         |
| Ben Mendelsohn     | Payne         |
| Caren Pistorius    | Rose Ross     |
| Kalani Queypo      | Kotori        |

## Prijzen & nominaties
| jaar | prijs                  | categorie                               | genomineerde(n)                         | uitslag  |
| ---- | ---------------------- | --------------------------------------- | --------------------------------------- | -------- |
| 2015 | Sundance Film Festival | World Cinema Grand Jury Prize: Dramatic | World Cinema Grand Jury Prize: Dramatic | Gewonnen |